# Quatrième circonscription de la préfecture d'Aomori
La quatrième circonscription de la préfecture d'Aomori (青森県第4区, Aomori-ken dai-yon-ku) est une ancienne circonscription législative de la préfecture d'Aomori au Japon.

## Description géographique
Entre 1994 et 2013, la quatrième circonscription de la préfecture d'Aomori était composée des villes de Hirosaki et Kuroishi et des districts de Nishitsugaru, Nakatsugaru et Minamitsugaru.
Entre 2013 et 2017, elle comprenait une partie de la ville d'Aomori, les villes de Hirosaki, Kuroishi, Tsugaru et Hirakawa et les trois mêmes districts.

## Députés
| Législature | Début de mandat | Fin de mandat | Député élu  | Parti politique | Parti politique |
| ----------- | --------------- | ------------- | ----------- | --------------- | --------------- |
| 41e         | 1996            | 2000          | Tarō Kimura |                 | Shinshintō      |
| 42e         | 2000            | 2003          | Tarō Kimura |                 | PLD             |
| 43e         | 2003            | 2005          | Tarō Kimura |                 | PLD             |
| 44e         | 2005            | 2009          | Tarō Kimura |                 | PLD             |
| 45e         | 2009            | 2012          | Tarō Kimura |                 | PLD             |
| 46e         | 2012            | 2014          | Tarō Kimura |                 | PLD             |
| 47e         | 2014            | 2017          | Tarō Kimura |                 | PLD             |